# Paramessa castanea
Paramessa castanea is een hooiwagen uit de familie Cosmetidae.